# Розподілені обчислення

(A) — (Б) Розподілена система.
(В) Паралельна система.

Розподі́лені обчи́слення (розподілена обробка даних) — спосіб розв'язання трудомістких обчислювальних завдань з використанням двох і більше комп'ютерів, об'єднаних в мережу.
Розподілені обчислення є окремим випадком паралельних обчислень, тобто одночасного розв'язання різних частин одного обчислювального завдання декількома процесорами одного або кількох комп'ютерів. Тому необхідно, щоб завдання, що розв'язується було сегментоване — розділене на підзадачі, що можуть обчислюватися паралельно. При цьому для розподілених обчислень доводиться також враховувати можливу відмінність в обчислювальних ресурсах, які будуть доступні для розрахунку різних підзадач. Проте, не кожне завдання можна «розпаралелити» і прискорити його розв'язання за допомогою розподілених обчислень.

## Різниця між HTC і HPC
- HPC (англ. High Performance Computing, Високопродуктивні обчислення)

HPC-системи зазвичай виконують близькозв'язані[уточнити] паралельні завдання, які має сенс запускати на обчислювальній системі зі з'єднаннями, що мають досить невеликі значення латентності.
- HTC (англ. High Throughput Computing, Обчислення високої пропускної здатності)

HTC-системи, навпаки, призначені для незалежних, послідовних завдань, виконання кожної з яких можна планувати незалежно на великій кількості обчислювальних ресурсів, що входять в різні адміністративні організації.

## Зменшення латентності
Щоб знизити витрати часу, пов'язані з латентністю, потрібно:
- Розробляти алгоритми, що вимагають менше пересилань даних, так як це є мірою складності системи, а також групувати запити і відповіді.
- Використовувати інформацію, розташовану «близько» в гіпермережі.
- Кешувати, запитувати заздалегідь і дублювати інформацію (при цьому не варто забувати, що дані мають властивість застарівати)
- Переміщати дані на ЕОМ, де виконуються обчислення.
- Виконувати обчислення там, де зберігаються дані. Це вимагає рішень, пов'язаних з безпекою та використанням приватних ресурсів та сервісів.

## Українські проєкти
- Magnetism@Home;
- SLinCA@Home — дослідження в галузі матеріалознавства;
- Physics@home — фізика твердих тіл, матеріалів, оптика та хімія;

## Міжнародні проєкти

### Біологія та медицина
- Rosetta@home — вирахування структури білка із найнижчою енергією;
- Folding@Home — проєкт з вирахування третинної структури білків;
- DreamLab — проєкт з пошуку ліків проти ракових захворювань;
- World Community Grid — дослідження, пов'язані із генетикою людини, а також із різноманітними важкими захворюваннями. Вивчення білків, та їх каталогізація;
- grid.org [Архівовано 5 листопада 2011 у Wayback Machine.] — проєкт з пошуку ліків проти Карциноми (закінчений 27 квітня 2007 року (не знайдено));
- Find-a-Drug [Архівовано 15 січня 2010 у Wayback Machine.] — проєкт з пошуку ліків проти різноманітних хвороб шляхом обрахунку докінгу білків із різними молекулами (закінчено 2005 року), приєднався до WCG;
- DrugDiscovery@Home — російський проєкт, згортання білків, скрінінг баз даних біологічно активних сполук;
- Proteins@home[en];
- GPUGrid.net — молекулярне моделювання білків;
- POEM@HOME — передбачення біологічно активної структури білків;
- FightMalaria@Home — пошук ліків проти малярії;
- Docking@Home — дослідження взаємодії білків-ліганд;
- Malariacontrol.net — моделювання динаміки розповсюдження і впливу малярії на здоров'я;
- RNA World — дослідження пов'язані з ідентифікацією, аналізом і передбаченням структури РНК;
- SIMAP — пошук подібності між білками;

### Математика
- Seventeen or Bust — проєкт, який займається підтвердженням задачі Серпінського;
- GIMPS — проєкт з пошуку простих чисел Мерсенна;
- ZetaGrid [Архівовано 5 жовтня 2013 у Wayback Machine.] — перевірка гіпотези Рімана (закінчено 2005 року);
- ABC@home — проєкт з пошуку ABC-трійок;
- Collatz Conjecture — дослідження гіпотези Колатца;
- PrimeGrid — проєкт підтримує декілька підпроєктів з пошуку великих простих чисел різних форм;
- NFS@home — факторизація великих цілих чисел;
- NumberFields@home — дослідження у галузі теорії чисел;
- primaboinca — пошук контрприкладів до двох гіпотез із галузі теорії чисел;
- SubsetSum@Home — проєкт у галузі теорії чисел;
- SZTAKI Desktop Grid — пошук всіх систем узагальнених двійкових чисел;

### Криптографія
- distributed.net — проєкти зі злому RC5-72 повним перебором, пошук оптимальних лінійок Голомба — OGR-27;
- RainbowCrack;
- AQUA@home — моделювання роботи адіабатичного квантового надпровідного комп'ютера (завершено 2011 року);
- Enigma@Home — спроба розшифрувати 3 повідомлення, зашифрованих німецькою шифрувальною машиною Енігма. Сигнали були перехоплені в Північноатлантичному океані в 1942 році і вважалося, що їх неможливо зламати;
- DistrRTgen — генерація гігантських «веселкових» таблиць, що дозволяють зламати довгі паролі;

### Когнітивна наука та штучний інтелект
- MindModeling@Home(інші мови) — дослідження механізмів з покращення процесів навчання та людського мислення;

### Астрономія та астрофізика
- SETI@Home — проєкт з обробки сигналів радіотелескопу, для пошуку радіосигналів позаземних цивілізацій;
- Einstein@Home — проєкт з перевірки гіпотези Ейнштейна про гравітаційні хвилі за допомогою аналізу гравітаційних полів пульсарів чи нейтронних зірок;
- MilkyWay@home — створення тривимірної моделі галактики Чумацький шлях;
- Cosmology@home — пошук моделі, яка найкращим чином описує наш Всесвіт, а також визначення діапазону моделей, які узгоджуються із сучасними астрономічними та фізичними даними;
- Asteroids@home — метою проєкту є визначення форми і характеру обертання значної частини астероїдів;

### Фізика та хімія
- Spinhenge@home — проєкт в області нанотехнологій, вивчення магнітних молекул;
- LHC@home — розрахунки магнітної підсистеми прискорювача заряджених частинок — Великого адронного колайдера (LHC);
- Muon1 DPAD [Архівовано 20 червня 2010 у Wayback Machine.] — розрахунки з проєктування ще потужнішого прискорювача — Neutrino Factory/Muon Collider;[en]
- EDGeS@Home — проєкт у галузі фізики плазми, моделювання поведінки заряджених частинок в магнітному полі термоядерного реактора ITER;
- eOn;
- Leiden Classical — дослідження в галузі фізики поверхонь на основі Classical Dynamics;

### Наука про Землю
- Climateprediction.net — проєкт з моделювання впливу відходів вуглекислого газу на клімат Землі;
- Quake Catcher Network — створення найбільшої сейсмічної карти світу;
- Radioactive@Home — створення найбільшої карти радіаційного рівня;

### ПЗ для організації розподілених обчислень
- Apache Hadoop
- BOINC — відкрита інфраструктура для розподілених обрахунків Університету Берклі (Berkeley Open Infrastructure for Network Computing), яка поширюється за ліцензією LGPL.
- Condor [Архівовано 11 листопада 2011 у Wayback Machine.](англ.)
- Globus Toolkit [Архівовано 9 листопада 2013 у Wayback Machine.](англ.) — набір програм, який значно спрощує створення та керування розподіленими обрахунками.

## Епілог
Зверху було наведено перелік найпопулярніших проєктів розподілених обчислень в інтернеті. Повніший перелік практично всіх активних і завершених проєктів розподілених обчислень в інтернеті можна переглянути на сайті Distributed Computing [Архівовано 8 лютого 2010 у Wayback Machine.](англ.). Учасники розподілених обчислень в Україні працюють як самостійно, так і в складі команд, найчисельнішою та найпотужнішою з яких є — Distributed Computing Team Ukraine. Статус команди — Національна, офіційний сайт  [Архівовано 8 лютого 2013 у Wayback Machine.]